# 16 Grandi Imperi Turchi

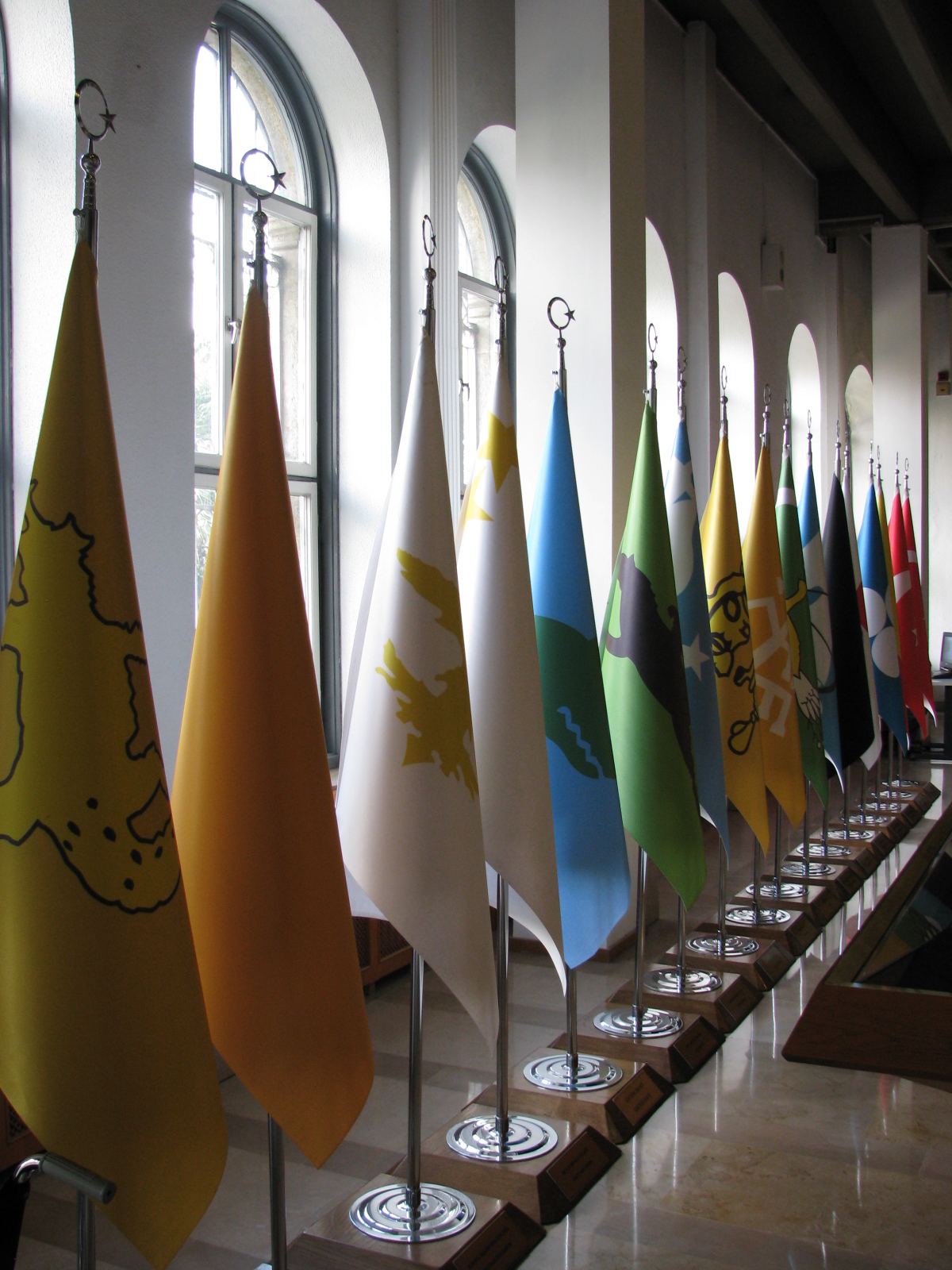
Stendardi dei "16 Grandi Imperi Turchi" nel Museo militare d'Istanbul

I 16 Grandi Imperi Turchi (in turco 16 Büyük Türk Devleti) è un concetto del nazionalismo etnico turco, introdotto nel 1969 da Akib Özbek e largamente usato dalle autorità turche durante gli anni '80, durante la presidenza di Kenan Evren.

## Elenco
I "16 Grandi Imperi Turchi" sono i seguenti:
| Bandiera | Nome                    | Nome turco                   | Fondatore                | Periodo     |
| -------- | ----------------------- | ---------------------------- | ------------------------ | ----------- |
|          | Grande Impero unno      | Büyük Hun İmparatorluğu      | Mete Han                 | 220-46 a.C. |
|          | Impero unno occidentale | Batı Hun İmparatorluğu       | Panu                     | 48-216      |
|          | Impero unno europeo     | Avrupa Hun İmparatorluğu     | Attila                   | 375-469     |
|          | Impero unno bianco      | Akhun İmparatorluğu          | Aksunvar                 | 390-577     |
|          | Khaganato turco         | Göktürk İmparatorluğu        | Bumin Kağan              | 552-745     |
|          | Khaganato avaro         | Avar İmparatorluğu           | Baian                    | 565-835     |
|          | Khaganato cazaro        | Hazar İmparatorluğu          | Hazar Kağan              | 651-983     |
|          | Khaganato uiguro        | Uygur Devleti                | Kutluğ Kül Bilge Kağan   | 745-1369    |
|          | Khanato kara-khanide    | Karahanlılar                 | Bilge Külkadir Han       | 840-1212    |
|          | Impero ghaznavide       | Gazneliler                   | Alp Tigin                | 962-1186    |
|          | Impero selgiuchide      | Büyük Selçuklu İmparatorluğu | Seljuk                   | 1040-1157   |
|          | Impero corasmio         | Harzemşahlar                 | Muhammad II del Khwarezm | 1097-1231   |
|          | Khanato dell'Orda d'Oro | Altınordu Devleti            | Batu Khan                | 1236-1502   |
|          | Impero timuride         | Büyük Timur İmparatorluğu    | Tamerlano                | 1368-1501   |
|          | Impero moghul           | Babür İmparatorluğu          | Babür Şah                | 1526-1858   |
|          | Impero ottomano         | Osmanlı İmparatorluğu        | Osman I                  | 1299-1922   |

## Storia del concetto

Sigillo presidenziale turco

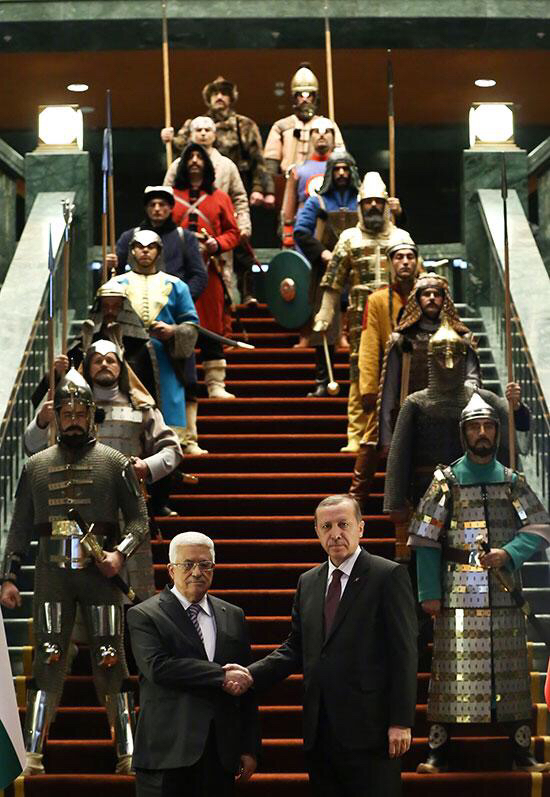
Gennaio 2015: il presidente turco Recep Tayyip Erdoğan incontra il presidente palestinese Mahmūd Abbās nel Palazzo presidenziale di Ankara, con 16 guerrieri rappresentanti ciascuno uno degli "imperi turchi"

Anche lo scrittore, poeta e filosofo nazionalista turco Nihal Atsız, benché sostenitore del panturchismo o ideologia turanista, aveva notato come alcuni Stati inclusi nella lista non fossero in realtà di chiara origine turca, mentre al contrario altri Stati inequivocabilmente turchi, come gli Ak Koyunlu, non erano stati inclusi, definendo così la lista come un'invenzione.
Nonostante le critiche di Atsız, l'idea è diventata presto un topos tradizionale del simbolismo nazionale turco, in particolare nel periodo del colpo di Stato in Turchia del 1980, durante la presidenza di Kenan Evren, quando la "sintesi turco-islamica" è stata dichiarata la natura ufficiale dell'identità nazionale turca. Nel 1984 le poste turche hanno emesso una serie di francobolli dedicati ai 16 "Grandi Imperi", che mostra i ritratti dei loro rispettivi fondatori, nonché le bandiere attribuite
Nel 1985, i "16 Imperi" di Özbek sono stati utilizzati come spiegazione retroattiva delle 16 stelle sul sigillo presidenziale della Turchia, introdotto nel 1936. In Turchia diversi edifici comunali e parchi pubblici hanno collezioni di busti o statue dei presunti fondatori dei "16 Imperi" accanto ad una statua di Kemal Atatürk, come gli edifici comunali di Keçiören (Ankara), Mamak (Ankara), Etimesgut, Niğde, Nevşehir, Pınarbaşı (Kayseri). Nel 2000 la Türk Telekom ha prodotto una serie di schede telefoniche dedicate a questo argomento.
Nel gennaio 2015 il presidente turco Recep Tayyip Erdoğan ha ricevuto il presidente palestinese Mahmoud Abbas nel Palazzo presidenziale di Ankara con una guardia di 16 "guerrieri", ossia degli attori che indossavano armature e costumi storiche, con l'intenzione di simboleggiare i 16 imperi. I costumi sono stati ridicolizzati dai media turchi, e in particolare uno di questi è stato definito come un "accappatoio", diventando un trend sui social media con il nome di Duşakabinoğul (intendendo "figlio della doccia").